# عمر الرويلي
عمر ضامن الرويلي (مواليد 17 مارس 1999) هو لاعب كرة قدم سعودي يلعب حاليًا في نادي النجمة.

## مسيرة اللاعب
لعب في العروبة ونادي أبها ونادي الرياض ونادي الحزم ونادي النجمة.

## روابط خارجية
عمر الرويلي على موقع Soccerway.com (الإنجليزية)